# Liste de compétitions électroniques de jeu de combat
La liste de compétitions électroniques de jeu de combat répertorie ces événements électroniques qui se déroulent de par le monde,,,,,.

## Canada Cup Gaming
La Canada Cup Gaming, est un évènement Canadien de sport électronique concernant exclusivement des jeux vidéo de combat (versus fighting).
- (en) Site officiel

## Godsgarden
Le Godsgarden, est un évènement annuel japonais de jeu de combat créé en 2008, concernant exclusivement Street Fighter IV en un contre un (versus fighting). Il s'organise en un tournoi en ligne en juin et un tournoi offline un samedi d'août.
| GodsGarden 2                  | GodsGarden 2                  | GodsGarden 2                  | GodsGarden 2                  |
| Street Fighter IV, 2010-03-06 | Street Fighter IV, 2010-03-06 | Street Fighter IV, 2010-03-06 | Street Fighter IV, 2010-03-06 |
| Place                         | Player                        | Alias                         | Fighter                       |
| ----------------------------- | ----------------------------- | ----------------------------- | ----------------------------- |
| 1st                           | Hajime Taniguchi              | Tokido                        | Gouki                         |
| 2nd                           | Drapeau du Japon              | Uryo                          | Viper                         |
| 3rd                           | Drapeau du Japon              | Mizoteru                      | Blanka                        |
| 4th                           | Yusuke Momochi                | Momochi                       | Gouki                         |

« AniManga Savoie »

## NorCal Regionals
NorCal Regionals est un évènement américain de sport électronique concernant exclusivement des jeux vidéo de combat en un contre un (versus fighting). Le NorCal Regionals 2013 est l’un des 5 plus grand tournoi des États-Unis faisant partie du Road to Evo.
- (en) Site officiel

## Nagoya Street Battle
Nagoya Street Battle, est un évènement japonais de sport électronique concernant exclusivement des jeux vidéo de combat en un contre un (versus fighting).
- (ja) Site officiel

## Seasons Beatings
Le Seasons Beatings, est un évènement américain de sport électronique créé en 2002, concernant exclusivement des jeux vidéo de combat en un contre un (versus fighting).
- (en) Site officiel

## Sega Cup
La Sega Cup, est un évènement américain de sport électronique concernant exclusivement la saga de jeux vidéo Virtua Fighter de la firme SEGA (versus fighting).

## Shadowloo Shodown
Le Shadowloo Shodown, est un évènement australien de sport électronique concernant exclusivement des jeux vidéo de combat en un contre un (versus fighting), qui a lieu dans la ville de Melbourne. Avant de participer au tournoi, il y a comme pour les sports dit classiques, des qualifications se déroulant en Europe et aux États-Unis et au Japon. Il se déroule habituellement autour du mois d’avril, l’édition 2013 a fait exceptionnellement place à l’action en octobre.
- (en) Site officiel

## SoCal Regionals
SoCal Regionals, est un évènement américain de sport électronique concernant exclusivement des jeux vidéo de combat en un contre un (versus fighting). Le SoCal Regionals est le premier arrêt d’une série de tournois pour l’obtention de confortables places en poule lors de l’EVO.
- (en) Site Officiel

## Stunfest
Le Stunfest est un festival français de cultures vidéo-ludiques donnant une large place à un des principaux tournois mondiaux de jeux vidéo de combat en un contre un et en équipe (versus fighting). Il se déroule à Rennes au mois de mai.
- Site officiel

## Texas Showdown
Le Texas Showdown est un évènement américain de sport électronique concernant exclusivement des jeux vidéo de combat en un contre un (versus fighting).
- (en) Site officiel

## Topanga League
Le Topanga League, est un évènement en ligne japonais de sport électronique concernant exclusivement des jeux vidéo de combat en un contre un (versus fighting), où tout le gratin des best players et Pro-Gamers japonais s'affronte. Il a été créé par Tokido, Bonchan et Mago. En 2013, il y a trois League : la A, la B et la Z

### League Z
Dans le même concept que la Topanga League A & B – Super Street Fighter 4, cette version Z propose de voir s’affronter à tour de rôle les 8 meilleurs japonais sur le jeu vidéo Ultimate Marvel vs. Capcom 3 pour des défis en 10 matchs gagnants.
- (ja) Site officiel

## Total Eclipse of SNK
Le Total Eclipse of SNK, est un évènement japonais de sport électronique concernant exclusivement des jeux vidéo de combat de la firme SNK Playmore anciennement SNK (versus fighting).

## Tougeki
Le Tougeki - Super Battle Opera (闘劇, Tōgeki, lit. fighting play), connu aussi sous le nom de l'Arcadia Cup Tournament son abréviation SBO, est un tournoi annuel de jeu vidéo de combat organisé par le magazine Arcadia créé en 2002.
Ce tournoi a la particularité d'organiser des qualifications dans toutes les régions du Japon et dans certains autres pays du globe (États-Unis, France, Corée, etc.). Pour être qualifié, il faut remporter dans sa localité un tournoi solo ou en 3vs3 puis, remporter encore un autre tournoi à ampleur régionale. Les qualifications commencent en avril pour finir en août.
Le nom Tougeki fait référence au tournoi final qui a lieu à Tôkyô en septembre.
Les organisateurs misent énormément sur les effets pyrotechniques pour animer le show pour le rendre épique.
Les places de spectateurs peuvent être monnayées contre plus de cent euros. C'est un des évènements annuels majeurs du jeu vidéo de combat, avec l'EVO.

### Les jeux proposés en 2011

#### En 1v1
- Aquapazza
- Blazblue

#### En 2v2
- Super Street Fighter IV AE

#### En 3v3
- Super Street Fighter II X

- (ja) Site officiel

## Winter Brawl
Le Winter Brawl est un évènement américain de sport électronique créé en 2007, concernant exclusivement des jeux vidéo de combat en un contre un (versus fighting).
- (en) Site officiel

## World Game Cup
Le WGC est un tournoi international annuel français créé en 2007, de jeux de combat. Il se déroule à Cannes et il est organisé par The « World Game Cup » Association.
- (fr) « World Game Cup »

## Yamabushi
Le Yamabushi, est un tournoi annuel français de versus fighting créé en 2011 et organisé par AniManga Savoie. Il se déroule à Chambéry en Savoie.

### Le Round#2
Il aura lieu le 12 novembre 2011 & le 13 novembre 2011.
Les tournois proposés seront :
- Le 12 novembre : Tournoi Super Street Fighter IV AE en 2vs2 & Tournoi The King of Fighters XIII en 1vs1.
- Le 13 novembre : Le premier défi européen 39 vs 39 sur Super Street Fighter IV AE.

### Le Round#1
Il a eu lieu les 23 et 24 avril 2011.
Les tournois qui ont été proposés :
- Le 23 avril : Super Street Fighter IV AE en 3vs3 ; Garou: Mark of the Wolves en 1vs1 et BlazBlue: Continuum Shift en 1vs1.
- Le 24 avril : Super Street Fighter IV AE en 1vs1 ; Garou: Mark of the Wolves en 1vs1 et BlazBlue: Continuum Shift en 1vs1.
- « AniManga Savoie »